# Rälsslipning

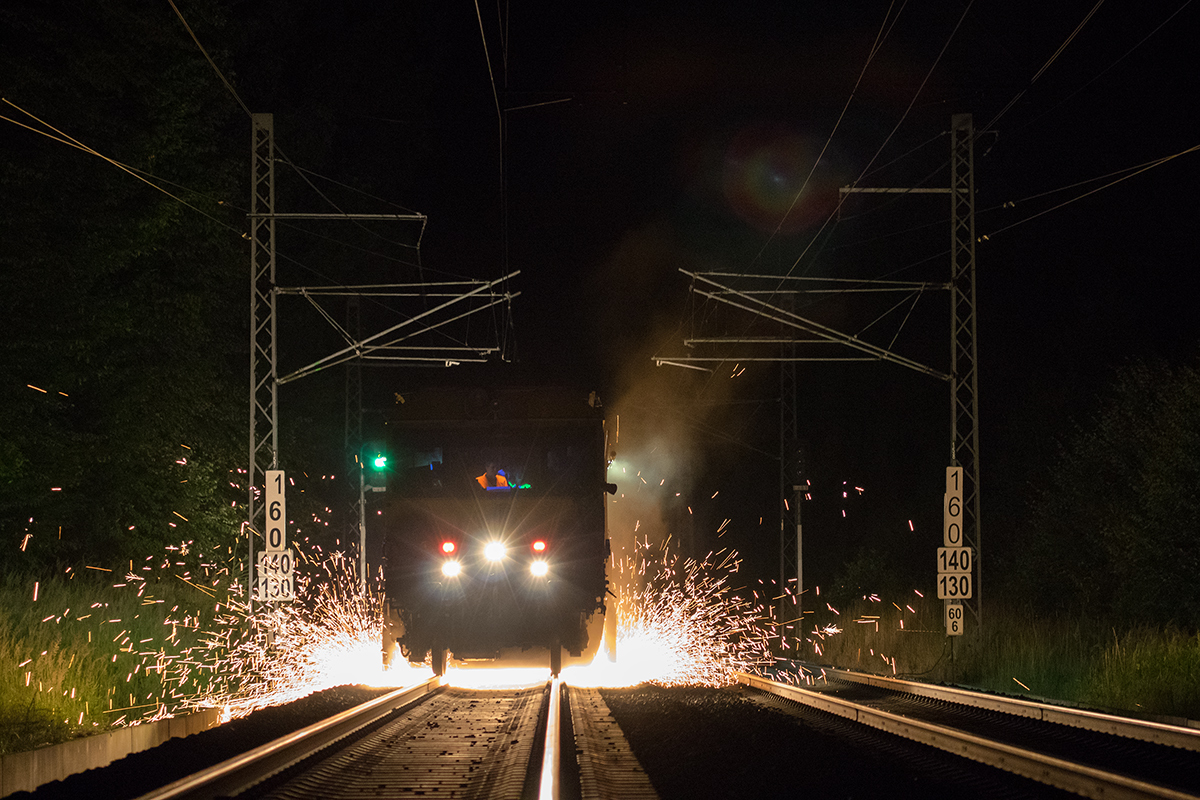
Gnistbildning vid rälsslipning med sliptåg i Tjeckien 2015.

Rälsslipning eller spårslipning är en process där räler slipas. Detta sker inom såväl järnväg som spårväg. Möjliga syften med rälsslipning är att åtgärda skador på rälen, att ge en svetsskarv rätt form, och att hålla löpbanan så jämn som möjligt. Detta kan ge en jämnare gång. Som insats kan rälsslipning vara ekonomiskt och miljömässigt fördelaktig genom minskat slitage respektive energibruk och buller. Vid rälsslipning uppstår gnistbildning med tillhörande brandrisk.
Trafikverket delar upp rälsslipning i fyra kategorier: preventiv slipning – sker på nyinlagda räler, underhållsslipning – sker med återkommande intervall, korrektiv slipning – sker när det uppstått skador så stora att de inte kan åtgärdas vid underhållsslipning samt specialslipning – sker när standard rälprofil inte är optimal.
Rälsslipning utförs med såväl sliptåg som manuella maskiner. Vissa sliptåg arbetar i 2–15 km/h. Höghastighetssliptåg kan arbeta i 80 km/h. Manuella maskiner används ofta i samband med rälssvetsning.